# Ange-Jacques Gabriel

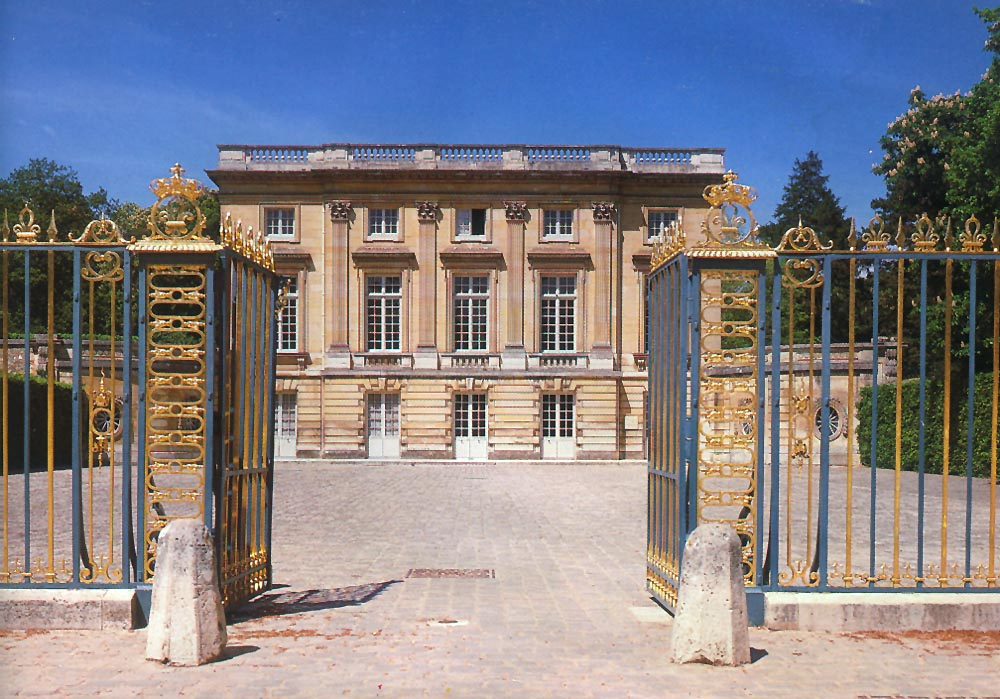
Petit Trianon, Versailles

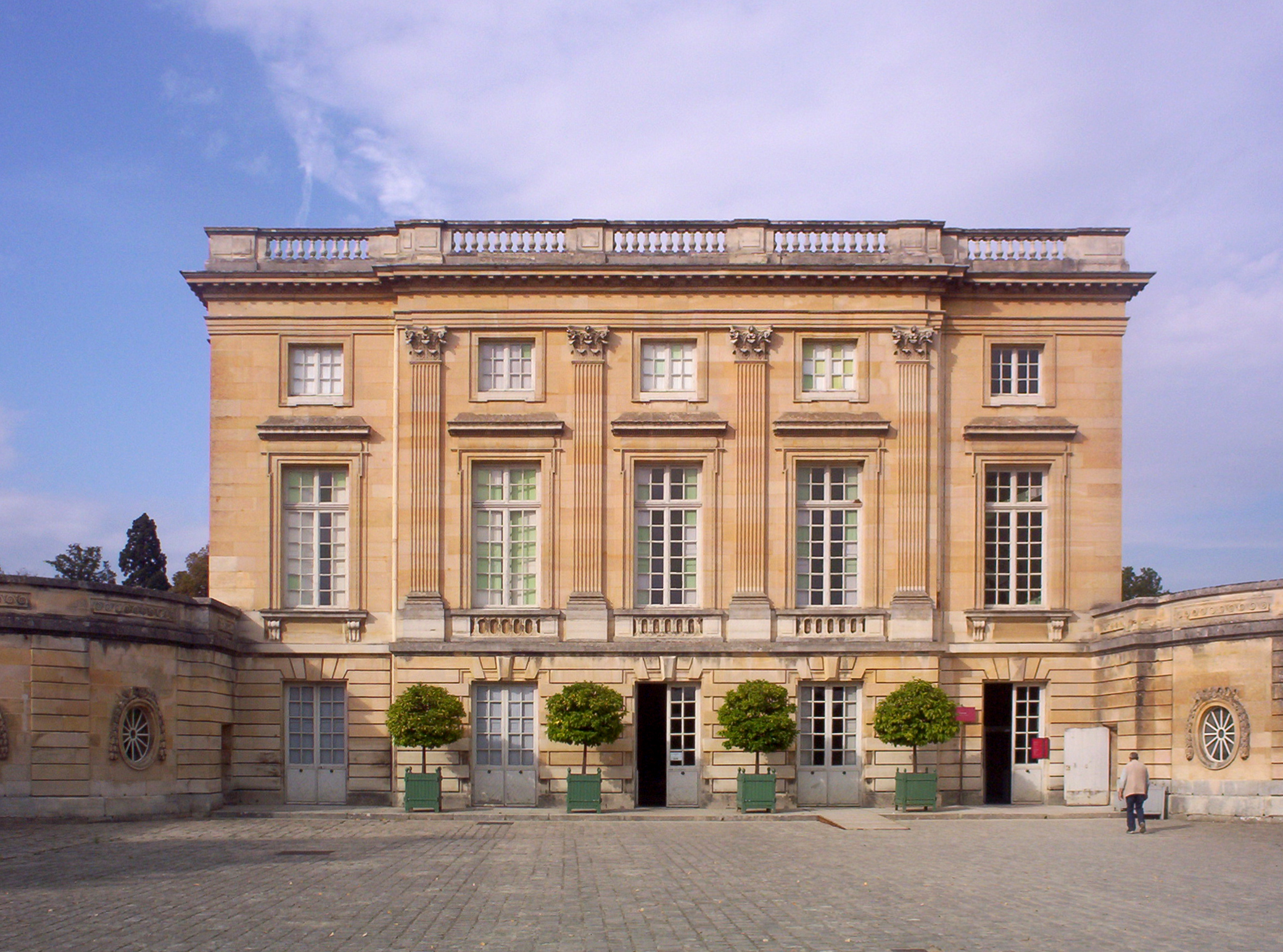
Petit Trianon, Versailles

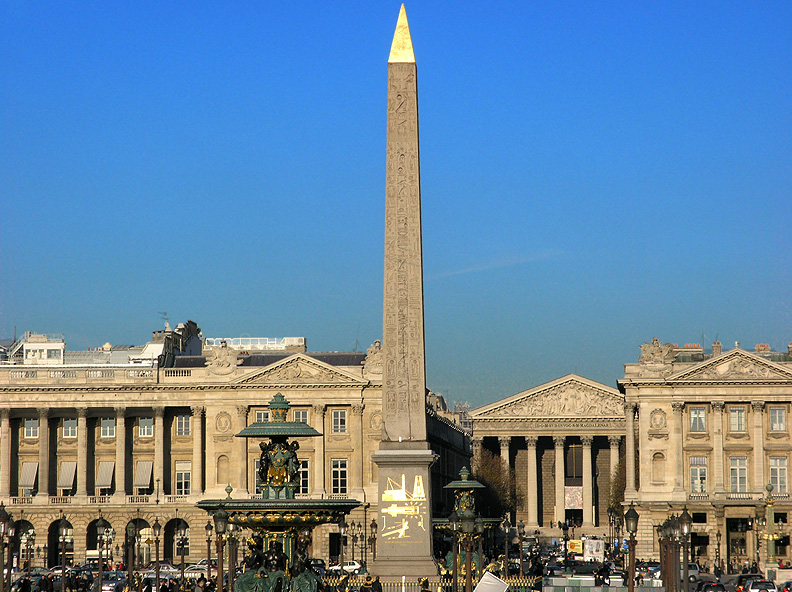
Place de la Concorde, Paris

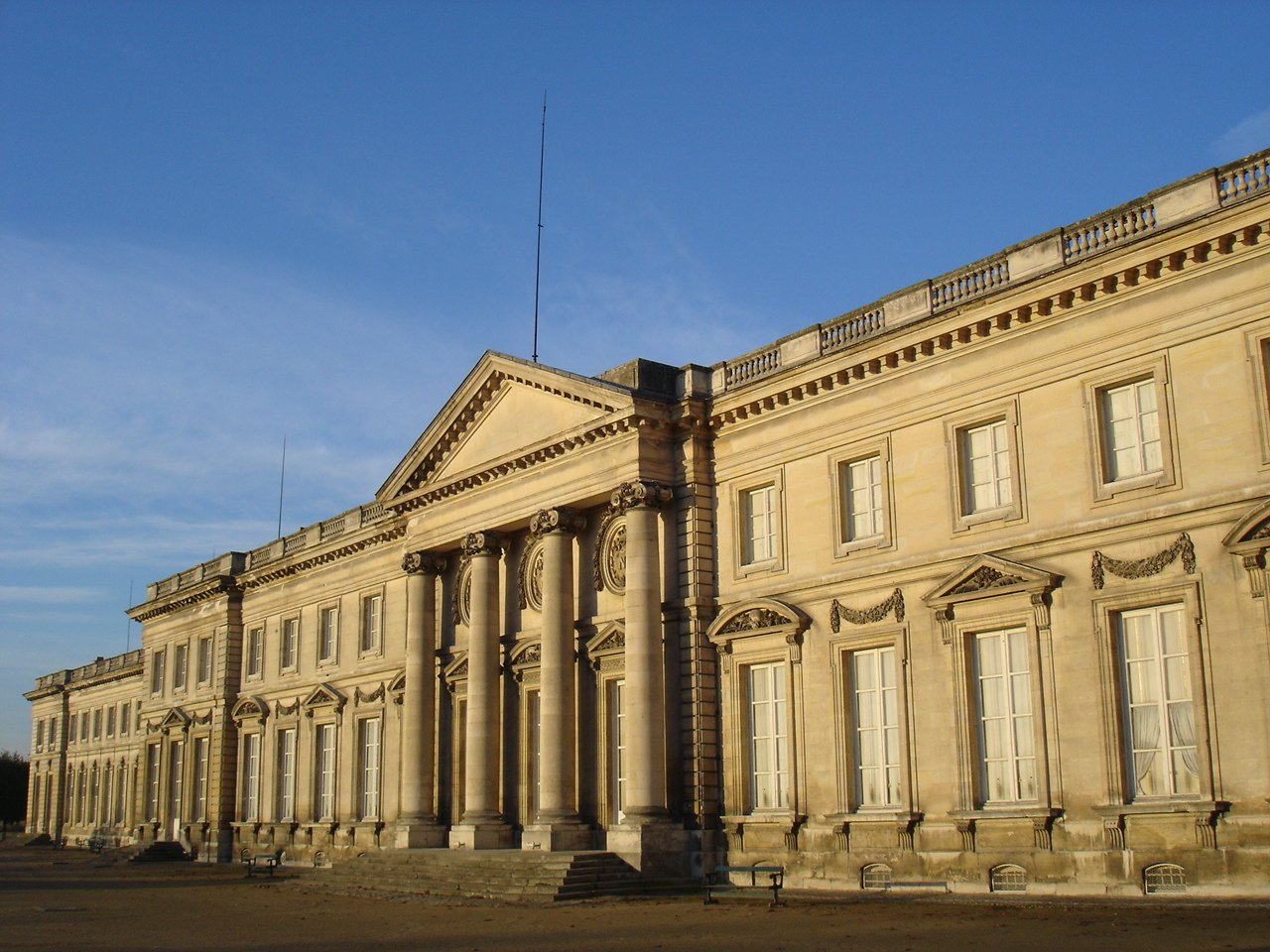
Palatul Compiègne

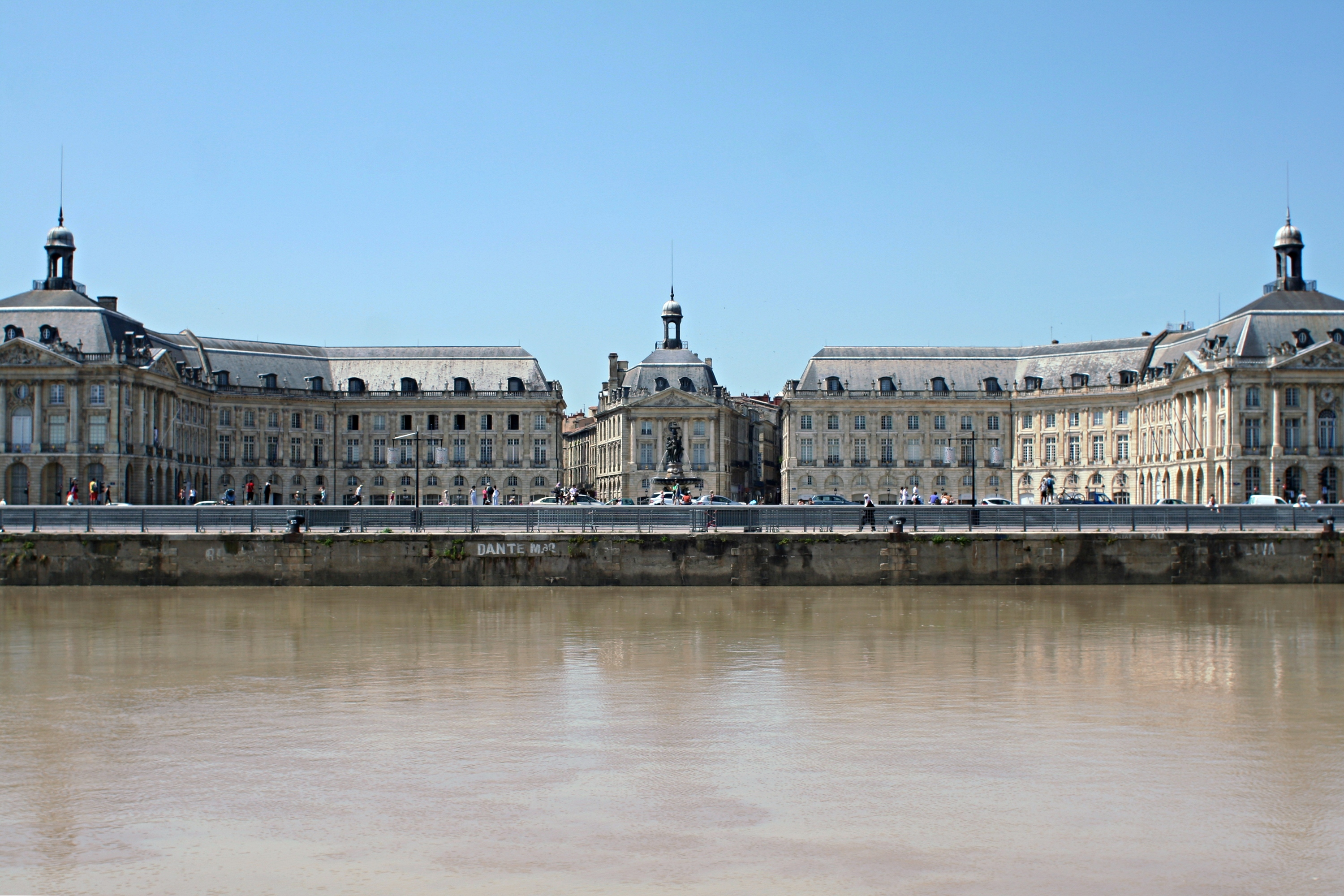
Place Royale (azi Place de la Bourse), Bordeaux

Ange-Jacques Gabriel sau Jacques-Ange Gabriel  (n. 23 octombrie 1698, Paris - 4 ianuarie 1782, Paris) a fost un arhitect și decorator francez și prim arhitect al regelui (1742–1775) Ludovic al XV-lea. El este considerat unul dintre cei mai mari exponenți ai clasicismului francez.

## Viața
Gabriel provine dintr-o familie importantă de arhitecți. Străbunicul Jacques a realizat în secolul al 16-lea, vechea primărie din Rouen, bunicul lui Jacques IV Gabriel   (1630-1686) a fost constructor a Castelului de Choisy și în Paris a podului Pont Royal (1685-1689). Tatăl său Jacques V Gabriel (1667-1742), o rudă și elev de-a lui Jules Hardouin Mansart și soțul Elizabethei Besnier , a devenit prim arhitect a curții (1734 sau 1735). El a ridicat în Paris, Hôtel de Varengeville (1704), precum și Hôtel de Peyrenc de Moras (1728, mai târziu Hôtel Biron), realiza în Lyon primăria, în Rennes Palais des Etats și Place du Palais, înainte a început, 1728 în Bordeaux cu construcția Place Royale (acum Place de la Bourse).
Ange-Jacques Gabriel a încheiat acestă lucrare începută de tatăl său în Bordeaux. El a lucrat la Palatul Versailles, Petit Trianon în Grand Parc de Versailles precum și École militaire din Paris. El a oferit, de asemenea, planurile pentru Place de la Concorde din Paris și pentru fațadele clădirilor, care finalizau partea de nord a acestui loc.
În 1775, primul arhitect a curții se retrăgea din serviciul său din motive de sănătate. Ludovic al XVI-lea i-a acordat o pensie.
Ange-Jacques Gabriel a murit pe 4 ianuarie 1782, la vârsta de 83 de ani la Paris.

## Opere selectate
- 1740–1777: Château de Choisy, Choisy, extinderea și remodelarea. Castelul a fost distrus în secolul 19 în mare măsură.
- 1751–1780: École Militaire, Paris
- 1751–1788: Château de Compiègne in Compiègne, începută de tatăl său
- 1755: Place Royale (azi Place de la Bourse), Bordeaux, începută de tatăl său
- 1756–1772: Piața Ludovic al XV-lea (azi  Piața Concorde), Paris. Ange-Jacques Gabriel oferă planurile definitive, competiția a fost anunțată în 1748.
- 1760–1764: Petit Trianon, Versailles
- 1764–1770: Opéra royal du château de Versailles

## Premii
- 1728: Membru al Academia Regala de Arhitectură și mai târziu președinte al Academiei Franceze până la moartea sa în anul 1782.